# Méthode de Dumas
La méthode de Dumas est une méthode de dosage de l'azote mise au point en 1831.
Elle consiste à minéraliser la matière organique, par chauffage, en présence d'oxydes de cuivre et sous atmosphère de gaz carbonique. Cela va permettre de libérer l'azote sous forme d'oxydes d'azote. Ces oxydes d'azote vont ensuite être réduits et l'azote va passer sous forme de diazote gazeux N2. Les gaz restants sont alors N2, CO2 et H2O. Ceux-ci sont envoyés vers une solution d'hydroxyde de potassium, qui va absorber le dioxyde de carbone (CO2) et la vapeur d'eau (H2O). Le diazote est mesuré à l'aide d'une colonne graduée (azotomètre).